# کودیاک (آلاسکا)
کودیاک (به انگلیسی: Kodiak) شهری در بخش کودیاک آیلند ایالت آلاسکا است که جمعیت آن در سرشماری سال ۲۰۰۰ میلادی ۶۳۳۴ نفر بوده‌است.

## نگارخانه

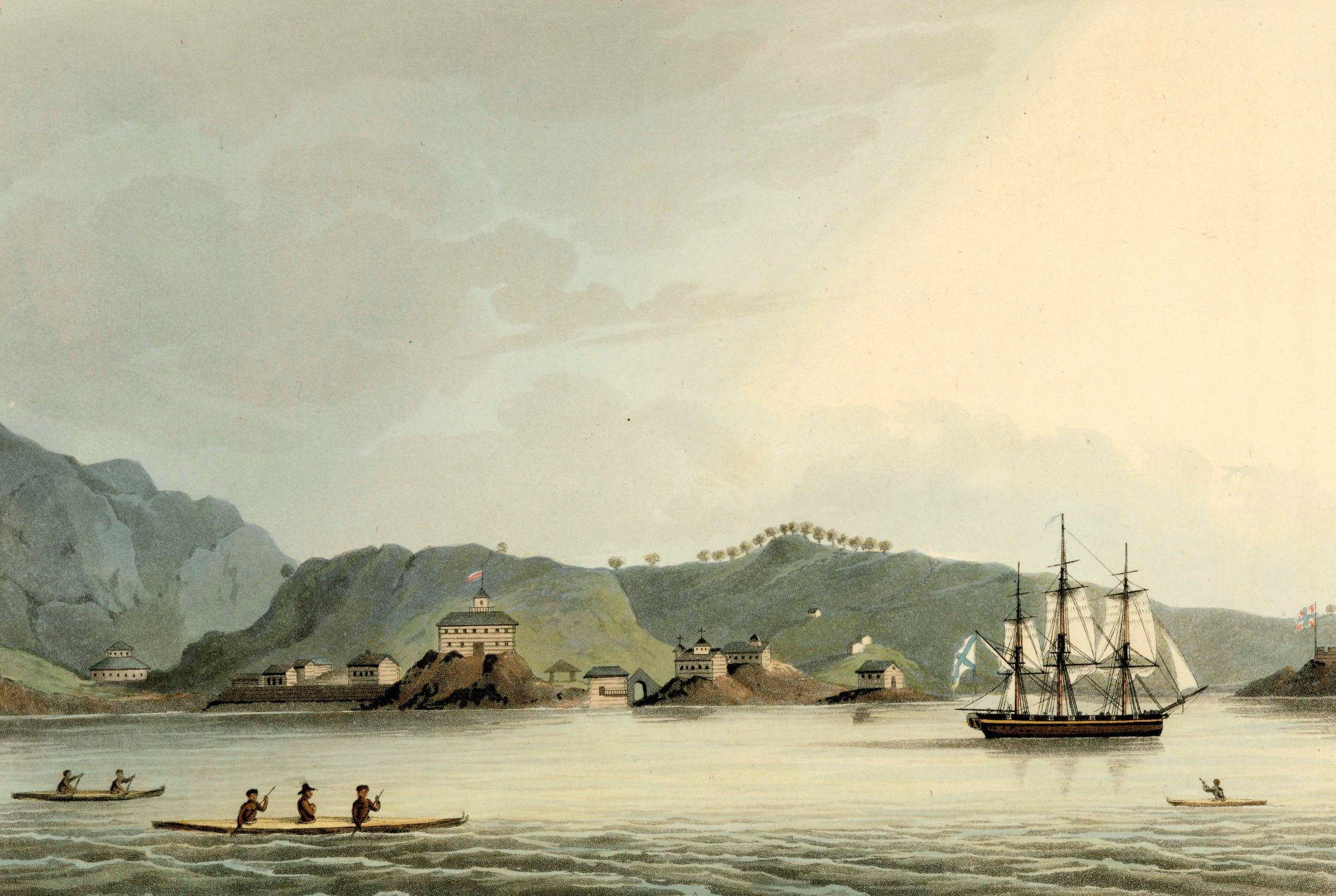
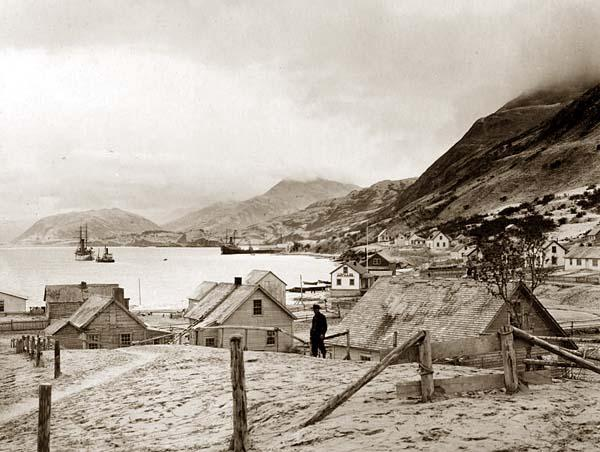
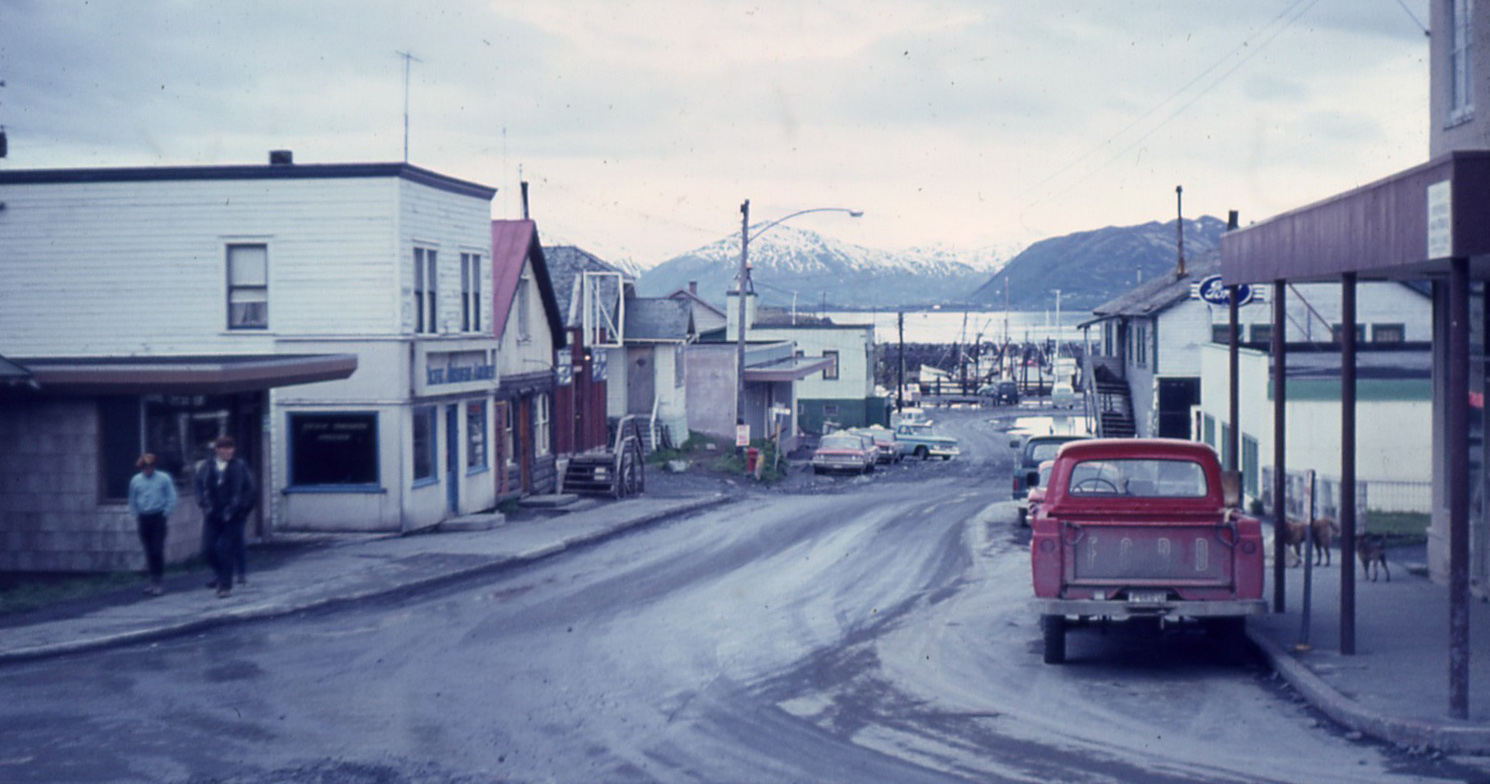
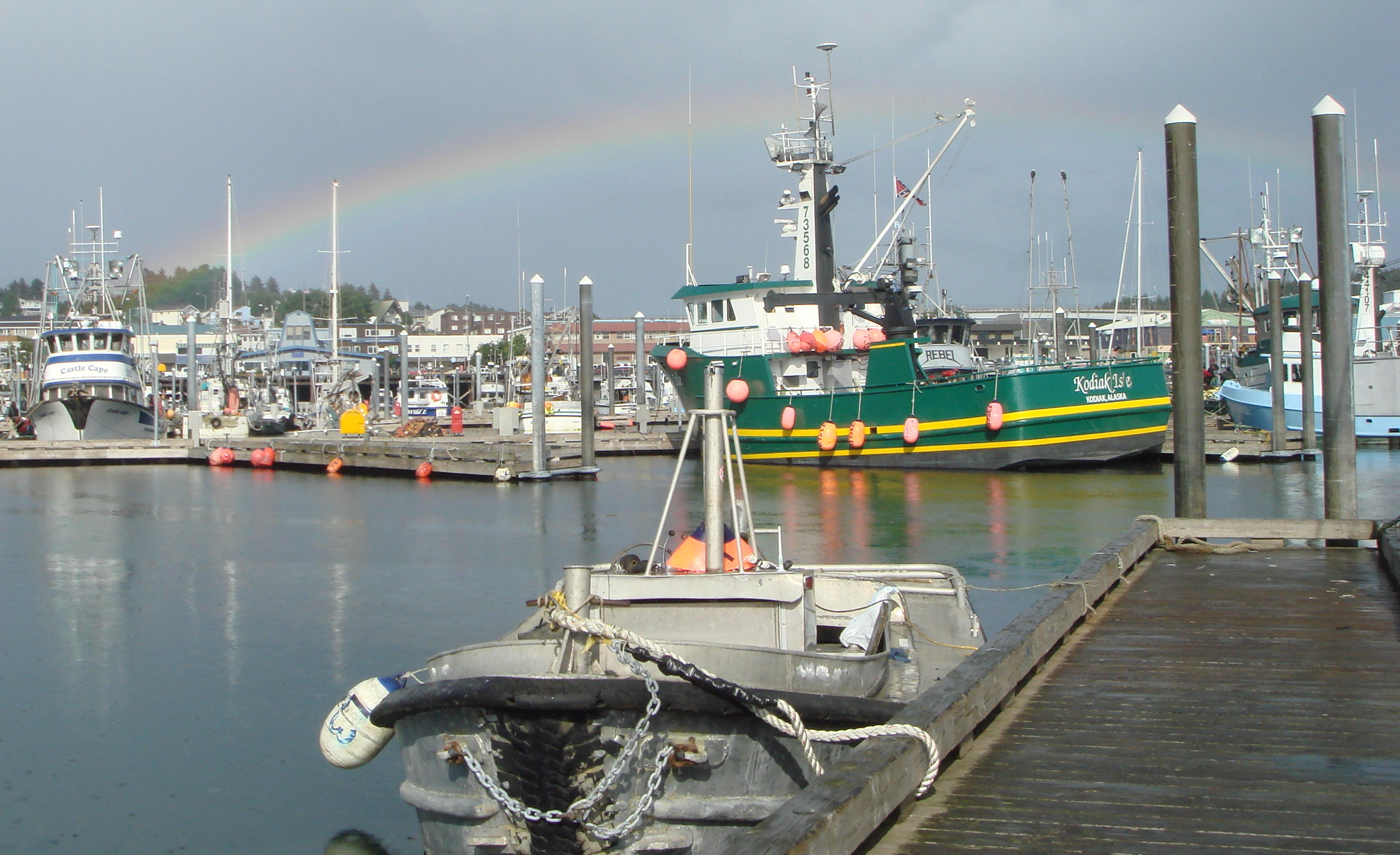